# لاتفيا في الألعاب الأولمبية
لاتفيا في الألعاب الأولمبية الألعاب الأولمبية هي من أهم الأحداث الرياضية في لاتفيا، تقوم اللجنة الأولمبية اللاتفية بالإشراف في شؤون مشاركة لاتفيا في الألعاب الأولمبية، وقد شاركت لاتفيا أول مرة في الألعاب الأولمبية في الألعاب الأولمبية الصيفية 1924 في باريس في فرنسا وثم أصبحت جزء من فريق الإتحاد السوفييتي وثم استقل الفريق مرة أخرى في دورة 1992، فازت لاتفيا حتى الآن في مشوارها في الألعاب الأولمبية الصيفية بمجموع 19 ميدالية في الألعاب الأولمبية الصيفية منها 3 ميداليات ذهبية و 11 فضية و 5 برونزية، وأكثر الرياضات التي تنافس فيها لاتفيا هي سباق الدراجات الهوائية والجمباز وألعاب القوى والتجديف ورياضات أخرى
في الألعاب الأولمبية الشتوية شاركت لاتفيا أول مرة في دورة 1924 في شاموني في فرنسا وفازت ب7 ميداليات منها 4 فضيات و3 برونزيات ولم تفز بأي ميدالية ذهبية حتى الآن، أكثر الرياضات التي تنافس فيها لاتفيا في الألعاب الشتوية هي سباق الزلاجات الصدرية والزحف الثلجي والتزلج الجماعي.